# Century (Band)
Century war eine französische Rockband, die 1985 in Marseille gegründet wurde.

## Geschichte
Die Lieder des 1986er Debütalbums … And Soul It Goes wurden von John Milford, John Wesley und Paul Ives geschrieben. Die Vorabauskopplung Lover Why avancierte zum größten Hit der Gruppe. Die Single erreichte im Sommer 1985 Platz 1 der französischen Charts, stieg am Jahresende bis auf Platz 11 der Schweizer Hitparade und belegte Anfang 1986 Platz 32 in Deutschland. Mit Jane hatte die Band 1986 den zweiten und letzten Hit in der Heimat (Platz 35). Weltweit verkaufte Century über zehn Millionen Tonträger. Die Gruppe trennte sich 1989.

## Diskografie

### Alben
- 1986: … And Soul It Goes
- 1987: Exitos de Century
- 1988: Is It Red?
- 2012: Référence 80

### Singles
- 1985: Lover Why
- 1986: Jane
- 1986: Gone with the Winner
- 1986: Self Destruction
- 1987: Pay as You Hurt (Promo)
- 1988: Gemini
- 1988: This Way to Heaven